# 上卡萨莱托
上卡萨莱托（義大利語：Casaletto di Sopra）是意大利克雷莫纳省的一个市镇。总面积8平方公里，人口548人，人口密度68.5人/平方公里（2009年）。国家统计（ISTAT）代码为019019。